# Pierre Bardin
Pierre Bardin (Ruan, 1590-29 de mayo de 1635) fue un hombre de letras, filósofo y matemático francés.

## Su vida y su obra
Estudió con los jesuitas filosofía, matemáticas y teología. Fue el autor de un libro sobre la etiqueta del Gran Chambelán de Francia, publicado en 1623, y de una paráfrasis del Eclesiastés, publicada en 1632. Su obra principal, Le Lycée (El Liceo), donde se trata el tema del «hombre honesto», pero quedó inacabada. Pierre Bardin se muestra más preocupado por moral y la religión que Nicolas Faret: mientras que el hombre honesto debe respetar las convenciones sociales, no debe dedicarse a la galantería o simplemente a una vida elegante, cuyo único objetivo es complacerse. 
En 1634, Pierre Bardin se convirtió uno de los primeros miembros de la Academia francesa, pero se ahogó unos meses más tarde mientras intentaba salvar a uno de sus exalumnos se convirtió en su asistente:
Y cuando en el fondo de las aguas se precipitó,
Las virtudes, con él, de hecho todas se hundieron.
Debido al llanto por la desaparición de su primer inmortal, la Academia decide que le serán hechos dos epitafios, uno en prosa por Germain Habert, y el otro en verso por Jean Chapelain. El elogio fue pronunciado después por Antoine Godeau siendo el primero de una larga tradición. Paul Pellisson dijo de Pierre Bardin que «la belleza de su espíritu aparece en uno de sus pensamientos y su estilo, que tal vez no tiene la culpa más que de ser un poco impreciso».

## Obras
- Panegírico al rey y la reina regente a su regreso de Poitou y Bretaña (1614)
- La tumba de El duque de Mayenne, o el Templo de la magnanimidad (1621)
- El Gran Chambelán de Francia, libro donde es ampliamente honrado, en posición vertical y las competencias de esa oficina, y que se deducen varias antigüedades raras y notables de la casa y la corona de Francia (1623)
- Pensamientos morales de S. Bardin sobre el Eclesiastés de Salomón (1632)
- La escuela del Sr. Bardin, donde en muchos paseos que ha tratado con conocidos, y las acciones de los placeres de un hombre honrado, 2 vol., Paris, Camusat, 1632-4
- Visiones a futuro, Paris, 1632
- Acciones, Paris, Camusat, 1634